# Akadama

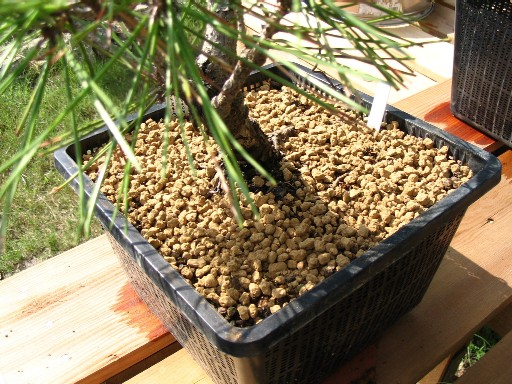
Akadama seco

Akadama é um solo de tipo argiloso de origem vulcânica, oriundo do Japão. Por tornar as superfícies porosas e permitirem que a água passe através dela, a akadama é ideal para o cultivo de Bonsai, sendo usada também com bastante frequência em aquários, como fundo para criação de plantas, não tendo gumes nem pontas aguçadas que possam magoar animais aquáticos.
Tem um Ph neutro (entre 6,5 e 7,2) e uma grande quantidade de minerais, graças à sua origem vulcânica.

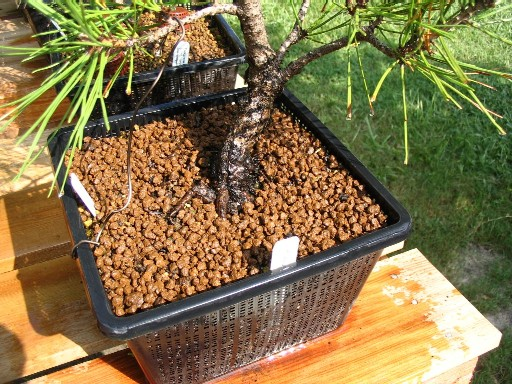
Akadama úmido